# Église Sainte-Jeanne d'Arc de Vaires-sur-Marne
Pour les articles homonymes, voir Église Sainte-Jeanne-d'Arc.
L’église Sainte-Jeanne-d'Arc de Vaires-sur-Marne est un édifice religieux catholique français situé à Vaires-sur-Marne dans le département de Seine-et-Marne, en France.

## Présentation

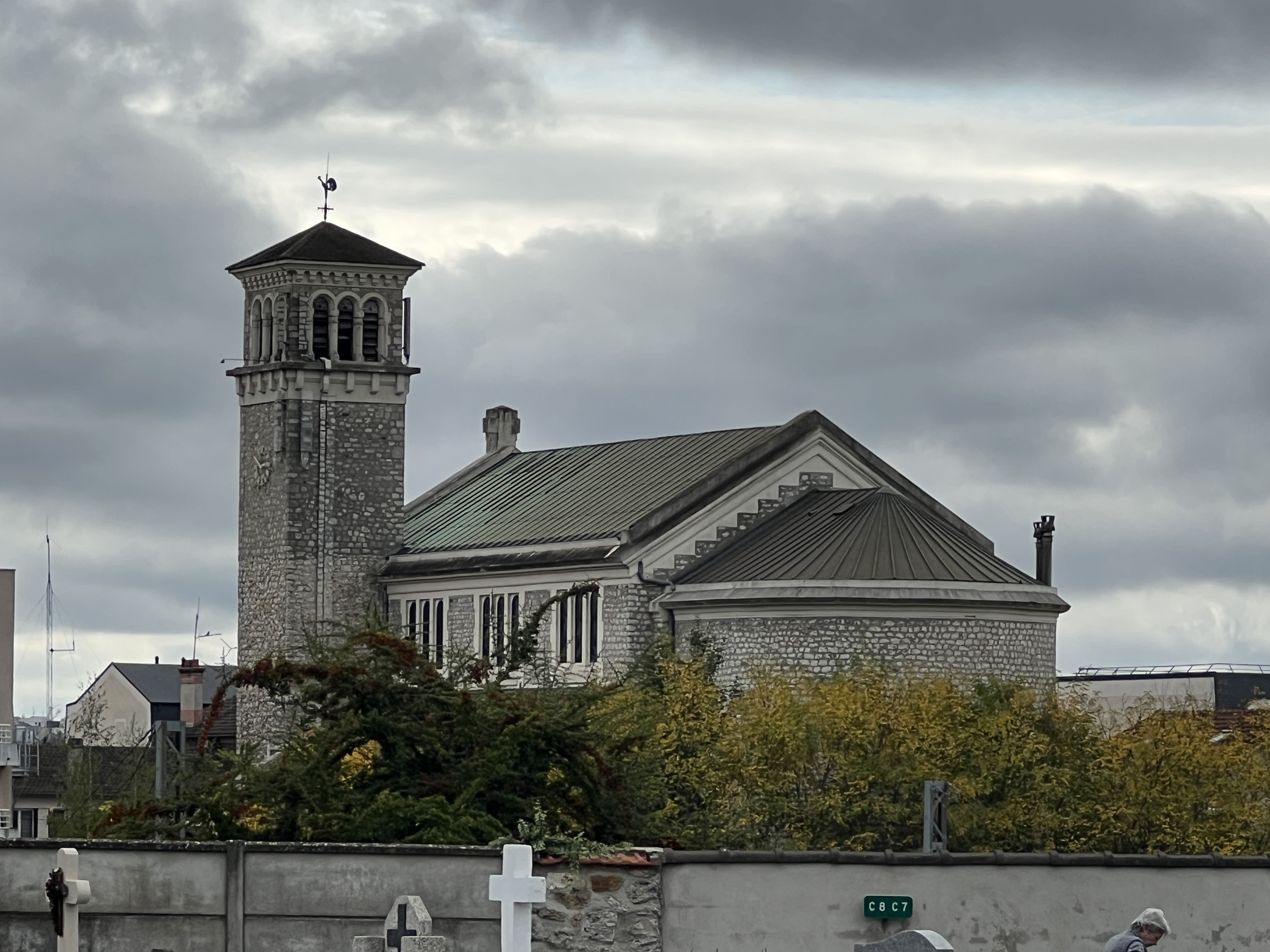
L'église Sainte Jeanne-Arc vue du cimetière ancien, octobre 2022.

Cette église est bâtie sur l'emplacement supposé de la dernière bataille victorieuse de Jeanne d'Arc en mai 1430, contre Franquet d'Arras.

## Historique

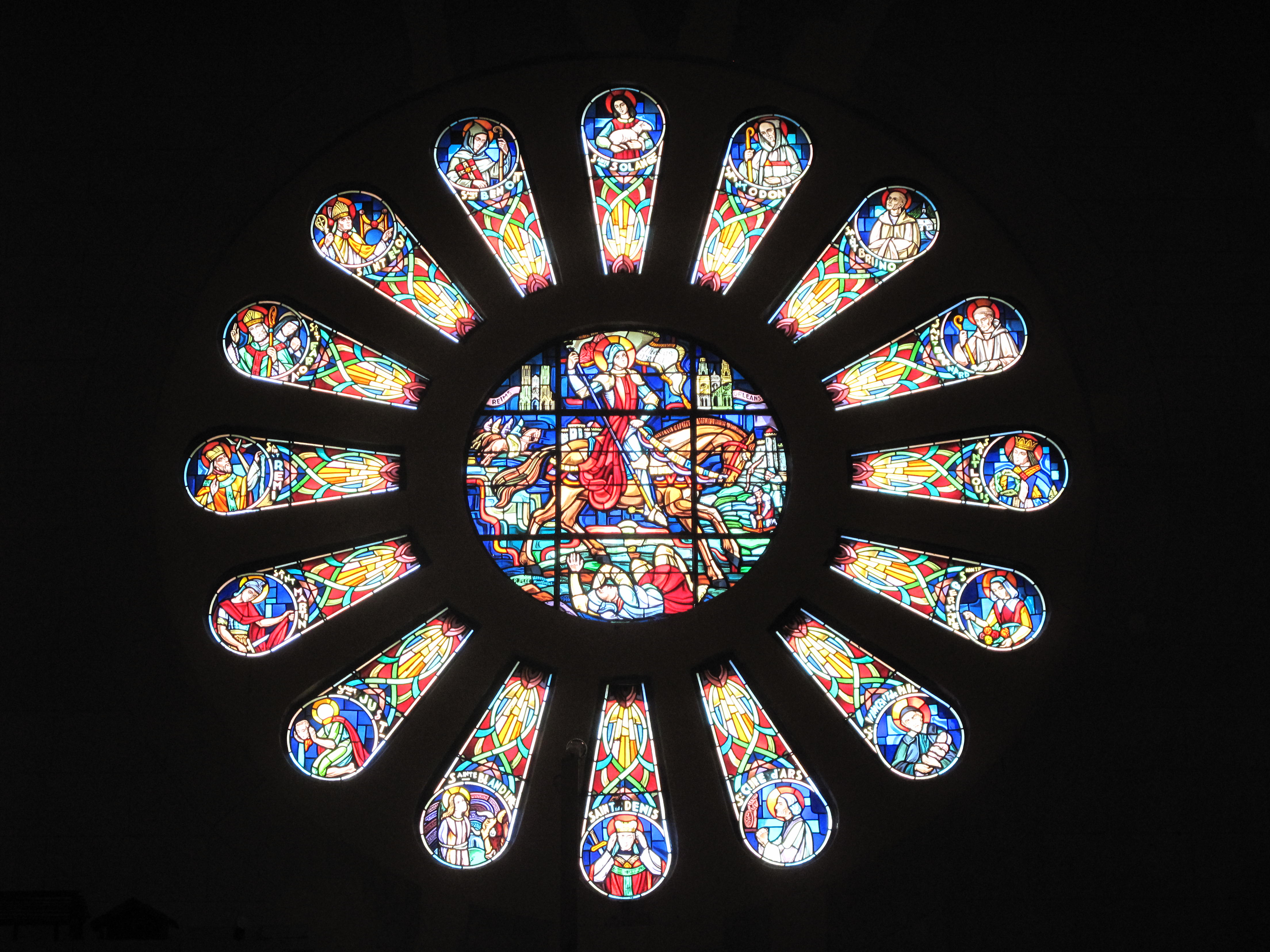
Rosace de façade, inscrite dans un arc en plein cintre.

Une première église dédiée à sainte Agathe est attestée dans ce village au XIIIe siècle, mais est progressivement desaffectée au XIXe siècle, puis détruite.
La nouvelle église est construite entre 1922 et 1934.

## Architecture et éléments remarquables

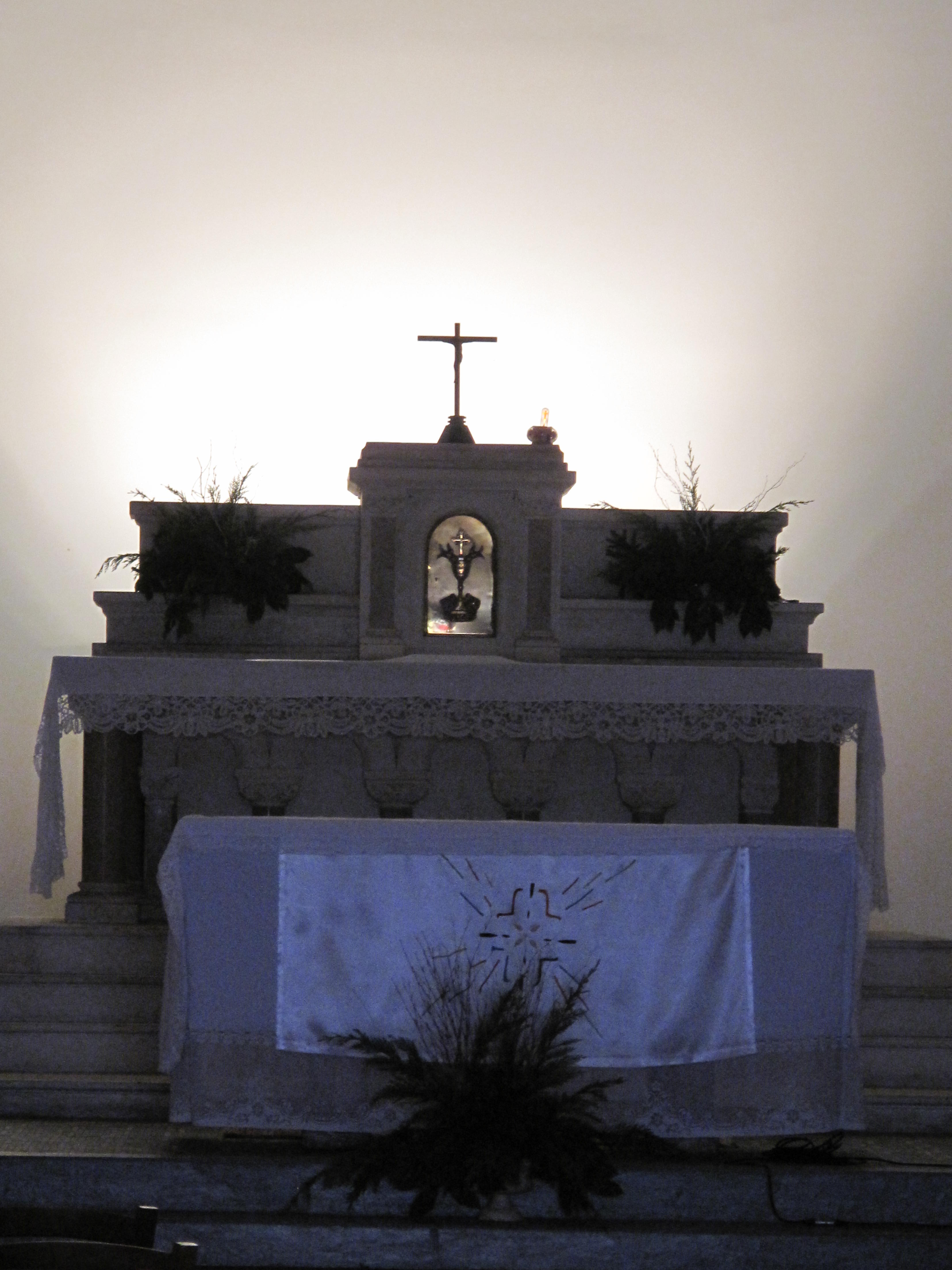
Eglise Sainte-Jeanne d'Arc de Vaires-sur-Marne (autel).

Bâtie sur un plan allongé, sa nef est terminée par un chevet semi-circulaire voûté d'un cul-de-four.